# Kåre Hovda
Kåre Hovda (* 24. Januar 1944 in Veggli; † 13. Februar 1999 in Rødberg) war ein norwegischer Biathlet.
Kåre Hovda startete als Aktiver für Rødberg IF. Kjell Hovda war sein jüngerer Bruder. Er nahm an den Olympischen Winterspielen 1972 von Sapporo teil, wo er 18. des Einzels wurde und mit Tor Svendsberget, Ivar Nordkild und Magnar Solberg als Viertplatzierter knapp um einen Rang eine Medaille im Staffelrennen gegen die Vertretung aus der DDR verpasste. Seinen größten internationalen Erfolg erreichte Hovda bei den Biathlon-Weltmeisterschaften 1974 in Minsk, wo er an der Seite seines Bruders, Terje Hanssens und Tor Svendsbergets im Staffelrennen Bronze gewann und dieses Mal die Vertretung der DDR auf den vierten Rang verweisen konnte. Im Sprint belegte er zudem den Siebten, im Einzel den 12. Rang.
National konnte Hovda trotz seiner internationalen Erfolge nie eine Einzelmedaille bei Norwegischen Meisterschaften erringen. Alle seine Erfolge erreichte er in der Staffel, bei der er für die Region Numedal startete. 1967 gewann er in Lier an der Seite von Odd Lunde, Ragnar Tveiten und seinem Bruder seinen ersten Titel. Weitere folgten 1970 in Trondheim und 1971 in Vingelen in derselben Besetzung, 1973 in Steinkjer mit Anders Besseberg, seinem Bruder und Tveiten sowie 1974 mit Kjell Flesaker, Tveiten und seinem Bruder in Vingrom. 1968, 1972 und 1977 wurde er Vizemeister.